# Johann Friedrich Beer

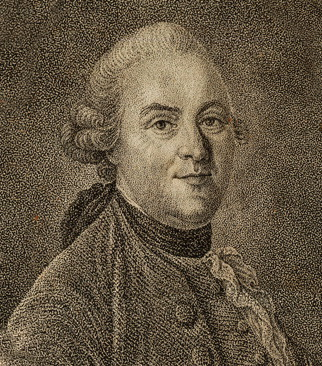
Johann Friedrich Beer

Johann Friedrich Beer (* 10. März 1741 in Eisfeld; † 7. November 1804 [Begräbnis] in Frankfurt am Main) war ein deutscher Miniaturmaler, Radierer, Kupferstecher und Zeichner.

## Leben
Beer war ab 1760 in Frankfurt am Main im Atelier von Johann Andreas Benjamin Nothnagel (1729–1804) tätig. 1767 erwarb er das Frankfurter Bürgerrecht. Er war der Vater von Johann Peter Beer, der ebenfalls Miniaturmaler war. Im Jahr 1782 fertigte er Kupferstiche für die Apologie des Toleranzedikts für Joseph II. (Toleranzpatent). Zu seinen Werken zählen auch ein Porträt Friedrich Wilhelms II und ein Bildnis von der 15. Luftfahrt des Luftschiffers Jean-Pierre Blanchard, bei der er am 3. Oktober 1785 in eine Höhe von 6500 Fuß aufstieg. Letzteres befindet sich im Besitz des Historischen Museums in Frankfurt.